# Oslo Kamera Klubb
Oslo Kamera Klubb (OKK) je norské sdružení pro fotografické a filmové nadšence v Oslu. OKK byl založen v roce 1921 a je jedním z největších a nejstarších norských fotografických klubů. V roce 2022 měl klub asi 300 členů.

## Historie
Od roku 1888 do roku 1907 existoval v Oslu (tehdy Kristiania) spolek s názvem "Amateur-Fotografen". V době největšího rozkvětu měl tento spolek kolem 100 členů, ale postupně se počet členů snižoval a činnost ustávala.
Dne 28. ledna 1921 se sešlo osm mužů, kteří chtěli založit nový spolek pro „fotografy amatéry v Kristianii a okolí“. Formální zakládací schůze se konala v Det Militære Samfund v pondělí 21 března 1921 a nový spolek byl pojmenován „Kristiana Kamera Klub“. Na ustavující schůzi bylo přítomno asi 150 lidí, a Hans Henriksen byl zvolen prvním předsedou klubu.
Když v roce 1925 město změnilo svůj název z Kristiania na Oslo, klub změnil svůj název na „Oslo Kamera Klub“ (s jedním b), který byl později změněn na Oslo Kamera Klubb.  OKK byl jedním ze tří klubů, které v roce 1927 pomohly vytvořit Norskou společnost pro fotografii, spolu s Rjukan Kameraklub a Fredriksstad Foto Klubb.
Během válečných let se OKK rozrostl ze 170 na maximálně 700 členů v polovině 40. let. 

## Významní fotografové v Oslo Kameraklubb
Řada profesionálních fotografů byla nebo je členy OKK; týká se jak novinářů, fotoreportérů, tak uměleckých fotografů. Mezi nejznámější členy patří:
- Dag Alveng
- Jac Brun
- Siri Wollandová
- Inga Brederová
- Jean-Louis Adorsen
- Terje Abusdal
- Elisabeth Meyer
- Aage Remfeldt
- Rigmor Dahl Delphin
- Bjørn Winsnes
- Arild Kristo
- Jiří Havran